# Marcipa camerunica
Marcipa camerunica är en fjärilsart som beskrevs av Pierre Joseph Pelletier 1978. Marcipa camerunica ingår i släktet Marcipa och familjen nattflyn. Inga underarter finns listade i Catalogue of Life.